# Chionea valga
Chionea valga là một loài ruồi trong họ Limoniidae. Chúng phân bố ở miền Tân bắc.